# Laguna de Ñocarime
Laguna de Ñocarime är en 5.6 km2 stor sjö strax väster om Nicaraguasjön, dit den rinner ut geneom en dryg kilometer lång å. Sjön är känd för sitt bestånd av tropiska bengäddor.